# Amt Usedom-Nord

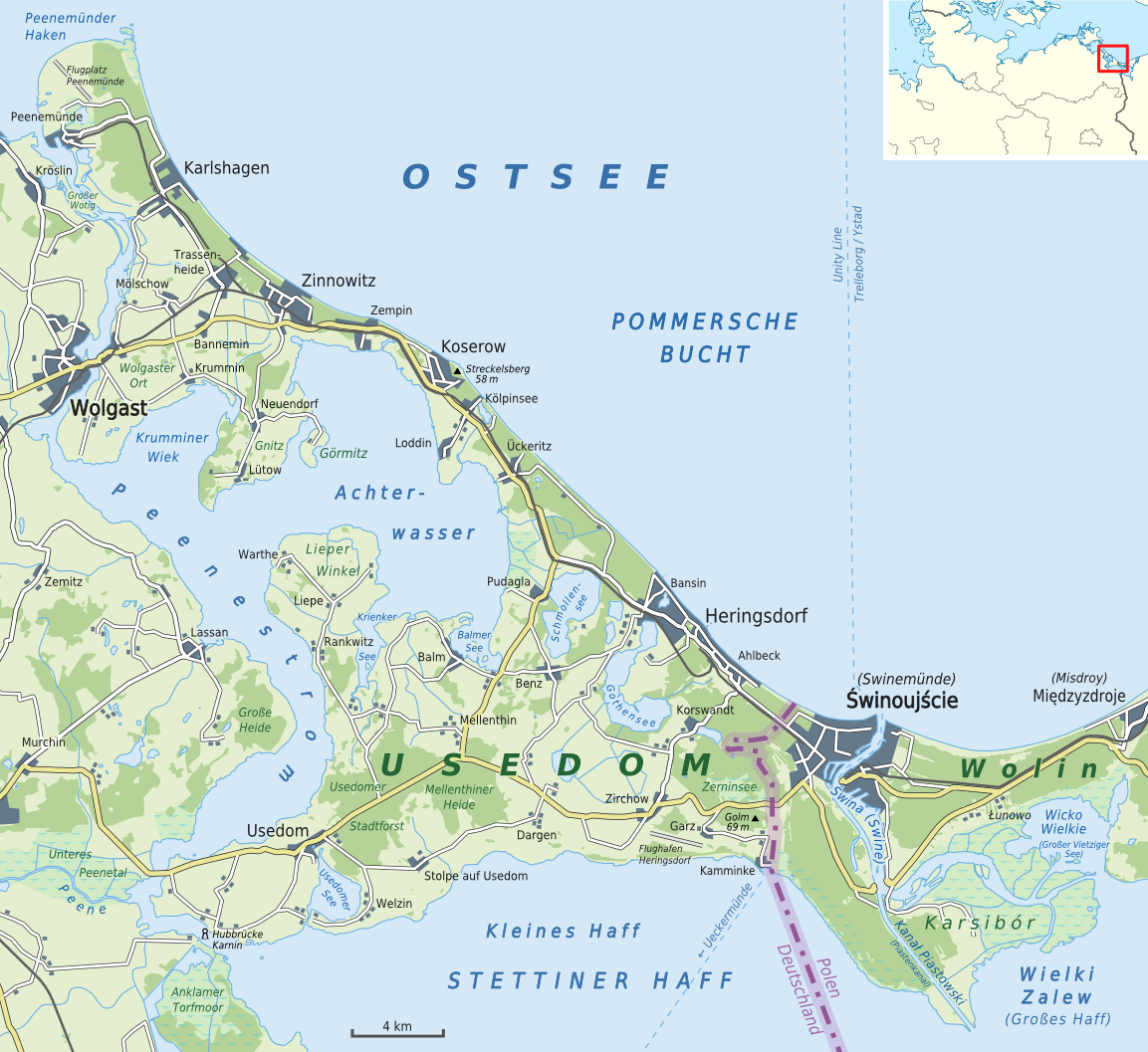

Im Amt Usedom-Nord im Nordosten des Landkreises Vorpommern-Greifswald in Mecklenburg-Vorpommern (Deutschland) sind fünf Gemeinden zur Erledigung ihrer Verwaltungsgeschäfte zusammengeschlossen. Am 1. Januar 2005 wurden die vier Gemeinden Karlshagen, Mölschow, Peenemünde und Trassenheide aus dem ehemaligen Amt An der Peenemündung mit der bis dahin amtsfreien Gemeinde Zinnowitz zum neuen Amt Usedom-Nord vereinigt. Der Verwaltungssitz befindet sich in der Möwenstraße 1 in Zinnowitz.

## Beschreibung
Das Amtsgebiet erstreckt sich von der Landenge Mittelusedoms bis zur Nordspitze der Insel Usedom. Es wird von der Ostsee im Norden und Osten, dem Peenestrom im Westen und dem Achterwasser im Süden begrenzt. Höhere Erhebungen gibt es in diesem Bereich nicht. Das gesamte Amtsgebiet befindet sich im Naturpark Insel Usedom.
Der Tourismus in den Seebädern der Ostsee, vor allem in Zinnowitz, spielt wirtschaftlich eine herausragende Rolle. Die Fischerei- und Landwirtschaft haben kaum noch Bedeutung, Industrie ist kaum vorhanden. Das Kraftwerk Peenemünde wurde 1990 stillgelegt.
Durch das Amt Usedom-Nord führt die Bundesstraße 111 von Wolgast über Zinnowitz nach Mellenthin, außerdem gibt es hier die Eisenbahnstrecken Heringsdorf–Wolgaster Fähre und Zinnowitz–Peenemünde.
Eine Nebenstelle der Amtsverwaltung befindet sich in der Hauptstraße 40 in Karlshagen.

## Die Gemeinden mit ihren Ortsteilen
- Karlshagen
- Mölschow mit Bannemin und Zecherin
- Peenemünde
- Trassenheide
- Zinnowitz

## Politik

### Wappen, Flagge, Dienstsiegel
Das Amt verfügt über kein amtlich genehmigtes Hoheitszeichen, weder Wappen noch Flagge. Als Dienstsiegel wird das kleine Landessiegel mit dem Wappenbild des Landesteils Vorpommern geführt. Es zeigt einen aufgerichteten Greifen mit aufgeworfenem Schweif und der Umschrift „AMT USEDOM-NORD“.